# 平和冬青
平和冬青（学名：Ilex pingheensis），为冬青科冬青属下的一个植物种。